# Parafia Świętej Trójcy w Ułan Bator
Parafia Świętej Trójcy – parafia prawosławna w Ułan Bator, w jurysdykcji Rosyjskiego Kościoła Prawosławnego, obejmująca terytorium Mongolii. Placówka stauropigialna.

## Historia
Parafia prawosławna na terenie dzisiejszej Mongolii powstała w latach 60. XIX w. Kaplicę parafialną pod wezwaniem Świętej Trójcy urządzono przy rosyjskim konsulacie w Urdze. Pierwsze nabożeństwo celebrował 3 kwietnia 1864 pochodzący z Zabajkala ks. Jan Nikolski. Po 1924 parafia została zlikwidowana przez władze Mongolskiej Republiki Ludowej. Reaktywacja parafii nastąpiła w latach 90. XX w., po upadku komunizmu w Mongolii. W latach 2001–2009 wzniesiono w Ułan Bator (w dzielnicy Bajandzürch, przy ulicy Marszałka Żukowa) wolnostojącą cerkiew parafialną, konsekrowaną (tak jak pierwszą kaplicę – pod wezwaniem Świętej Trójcy) w 2009. Proboszczem parafii jest ks. Aleksy Trubacz.